# Maffiakoporsó
A maffiakoporsó egy alvilág által alkalmazott módszer a holttest eltüntetésére.
A maffia módszerei igen kreatívak, ha a szervezet egy holttestet szeretne eltüntetni. Az áldozatokat csak akkor találják meg, ha a maffia úgy akarja. A módszert a New York-i rendőrség szerint Joe Bonanno (Banán Joe) fejlesztette tökélyre saját manhattani ravatalozójában, de a bűnszervezeti család feje az Egy becsületes ember című önéletrajzában nem saját érdemének tulajdonítja.
A maffiakoporsó az egyik legötletesebb módszer a holttest eltüntetésére. A testet elvitték a szervezett bűnözéssel kapcsolatban álló temetkezési vállalkozóhoz, vagy egy uzsorakölcsönnel együttműködésre kényszerített vállalkozóhoz. A szakemberek a normális koporsót átszerkesztik: egy álfeneket tesznek az koporsóba, ezért gyakran emeletes koporsónak is nevezik. Az áldozatot az 1920-as és 1930-as években az álfenék aljára fektették és egy olyan holttestet helyeztek fölé, aki hivatalosan várt a temetésre. Az elhunyt gyászoló családja nem is sejtette, hogy hozzátartozójuk egy gyilkosság áldozatával osztja meg végső nyughelyét. Ez jelentette a temetés kockázatát is: a nyilvánvalóan kis testtömegű és kis termetű elhunyt hozzátartozói felfigyelhettek a koporsó méretére és a koporsóvivők erőlködésére. A koporsóvivők is csodálkozhattak, hogy milyen minőségi keményfát használtak a koporsó elkészítéséhez és talán nehéznek találták a súlyát.
A maffiakorporsót ma már ritkán használják. Legutóbb 2003-ban egy bírósági vallomásban tűnt fel a dupla fenekű koporsó legendája. Elméletileg a temetkezési vállalkozó egyszerűen letagadhatja, hogy ő két testet rakott volna a koporsóba; azt állíthatja, hogy egy ismeretlen bizonyára feltörte a koporsót, választófalat épített be és ez alá helyezte a testet.

## Külső hivatkozások
1. ↑  Joseph Bonanno (angol nyelven). Seize The Night. [2009. január 30-i dátummal az eredetiből archiválva]. (Hozzáférés: 2009. február 12.)
2. ↑  Robert Rudolph (2003. október 8.). „Mafia turncoat tells of 'over/under' coffins”. The Star Ledger. [2007. december 8-i dátummal az eredetiből archiválva]. (Hozzáférés: 2009. február 13.)
3. 1 2  Mafia double-decker coffins used for body disposal (angol nyelven). ABC-News, 2003. október 8. (Hozzáférés: 2009. február 13.)
4. ↑  MTI: Duplafenekű koporsók a maffia áldozatainak (magyar nyelven). Transindex, 2003. október 8. [2020. augusztus 15-i dátummal az eredetiből archiválva]. (Hozzáférés: 2009. február 13.)

- Sifakis, Carl. Maffia Enciklopédia (magyar nyelven). Budapest: Glória Press Kiadó (2001). ISBN 9789638200068